# Stenele translata
Stenele translata là một loài bướm đêm trong họ Geometridae.